# Wargacz linek
Wargacz linek, wargacz tynka (Symphodus tinca) – gatunek ryby okoniokształtnej z rodziny wargaczowatych (Labridae).

## Występowanie
Występuje w północnym Atlantyku od północnych wybrzeży Hiszpanii do Maroka, Morze Śródziemne.
Ryba żyjąca w wodach przybrzeżnych, blisko skał i łąk trawy morskiej, na głębokości od 1 do 50 m.

## Opis
Samice osiągają długość maksymalnie 25 cm, samce 33 cm. Ciało owalne o głowie z wydłużonym profilem. Bardzo grube wargi. Szczęki daleko wysuwalne, uzębienie składające się z małych zębów, w górnej szczęce 8-24, w żuchwie 10 lub więcej zębów. Łuski duże, koliste, wzdłuż linii bocznej, od 33 do 38. Płetwa grzbietowe długa, niepodzielona, podparta 14–16 twardymi i 10–12 miękkimi promieniami. Płetwa odbytowa podparta 3 twardymi i 8–12 miękkimi promieniami. Części płetw podpartych miękkimi promieniami znacznie wyższe od części podpartych twardymi promieniami.
Ubarwienie bardzo zmienne, przeważnie żółtooliwkowe z czerwonymi i niebieskimi cętkami, układające się w podłużne smugi. Na nasadzie płetwy piersiowej i u podstawy płetwy ogonowej ciemne plamy. Oczy połączone ciemnym paskiem. U samic na bokach dwie podłużne smugi.

## Odżywianie
Odżywia się małymi zwierzętami żyjącymi na dnie.

## Rozród
Tarło odbywa się od maja do czerwca. Gatunek ten nie buduje gniazd, natomiast duże samce zajmują określone terytorium, na którym samice składają ikrę. Terytorium to jest przez samce bronione przed innymi samcami, jak również innymi rybami żywiącymi się ikrą.